# Теорема о перестановке ряда
Теорема о перестановке ряда:

Перестановка абсолютно сходящегося ряда приводит к сходящемуся ряду с той же суммой.

## Доказательство
Далее {\displaystyle m_{k}=\varphi (k)}, где {\displaystyle \varphi :\mathbb {N} \rightarrow \mathbb {N} }— перестановка натурального ряда.
Если ряд {\displaystyle \sum a_{k}} положительный, то
{\displaystyle \sum _{k=1}^{n}a_{m_{k}}}{\displaystyle \leqslant \sum _{k=1}^{N}a_{k},}
где {\displaystyle N=\max \left\{m_{1},m_{2},...,m_{n}\right\},} и поэтому
{\displaystyle \sum _{k=1}^{\infty }a_{m_{k}}}{\displaystyle \leqslant \sum _{k=1}^{\infty }a_{k}.}
Следовательно, перестановка ряда не увеличивает суммы, а так как ряд {\displaystyle \sum a_{k}} в свою очередь является перестановкой ряда {\displaystyle \sum a_{m_{k}}}, то обе суммы совпадают.

Если ряд {\displaystyle \sum a_{k}} знакопеременный, то на основании первой части доказательства
{\displaystyle \sum _{k=1}^{\infty }a_{m_{k}}}{\displaystyle =\sum _{k=1}^{\infty }b_{m_{k}}}{\displaystyle -\sum _{k=1}^{\infty }c_{m_{k}}}{\displaystyle =\sum _{k=1}^{\infty }b_{k}-\sum _{k=1}^{\infty }c_{k}=\sum _{k=1}^{\infty }a_{k}.}